# Virgin Records
Virgin Records je britské hudební vydavatelství založené v roce 1972 podnikateli Richardem Bransonem, Nikem Powellem a Simonem Draperem. Branson jej v roce 1992 prodal společnosti Thorn EMI. V roce 2006 bylo vydavatelství spojeno s Capitol Records a tím byla vytvořena Capitol Music Group.
Někteří umělci, kteří spolupracovali či spolupracují s Virgin Records:
- Daft Punk
- David Guetta
- Deadmau5
- 30 Seconds to Mars
- Mike Oldfield
- Tangerine Dream
- Sex Pistols
- Genesis
- Korn
- The Rolling Stones
- Lenny Kravitz
- Spice Girls
- Sandra Cretu
- Pharrell Williams
- The Kooks